# Legends of Pegasus
 (janvier 2015).
Si vous disposez d'ouvrages ou d'articles de référence ou si vous connaissez des sites web de qualité traitant du thème abordé ici, merci de compléter l'article en donnant les références utiles à sa vérifiabilité et en les liant à la section « Notes et références ».
Legends of Pegasus est un jeu de stratégie au tour par tour, en temps réel 4X, développé par la société allemande, désormais disparue, Novacore Studios et publié par Kalypso Media.

## Intrigue
En 2281, la découverte d'un nouveau moteur de vaisseau spatial permet l'exploration de l'univers. L'humanité construit des vaisseaux spatiaux, colonise des mondes lointains et terraforme les autres sur le modèle de la Terre. Les humains se sont réunis pour explorer l'univers mais, assez vite, la nature belliqueuse de l'homme reprend le dessus. Les colonies réclament leur indépendance et s'émancipent du pouvoir central de la Terre.
Alors qu'une flotte humaine combat des envahisseurs extra-terrestres, un trou noir les projette dans une galaxie inconnue.

## Système de jeu
Le jeu propose trois races différentes au joueur en début de partie, les humains, ainsi que deux races aliènes, respectivement les X'or et les Athrox. Comme tous les jeux 4X, le jeu propose une phase d'exploration, d'expansion, d'exploitation et enfin d'extermination. La campagne permet au joueur de jouer à tour de rôle avec les trois différentes races proposées par le jeu, ce afin d'apprendre les bases et de pouvoir jouer librement en mode escarmouche ou en multijoueurs en ligne avec la race de son choix. Le jeu propose des nouveautés dans le genre comme le fait de par exemple construire des vaisseaux en les construisant manuellement pièce par pièce dans un format puzzle.

## Accueil
Le jeu reçoit, dès sa sortie, un accueil négatif. Il reçoit la note de 3 de la part de Gamekult qui déplore des bugs à répétition ruinant l'expérience de jeu ainsi qu'une IA mal travaillée. Les notes de la presse spécialisée sur l'agrégateur de critiques Metacritic font émerger une moyenne de 36, les critiques spécialisées déplorant également les bugs et les problèmes techniques rendant le jeu par moments injouable. Les joueurs, quant à eux, lui attribuent la moyenne de 1.3, affichant une réception particulièrement négative de ces derniers. 
Le studio développant le jeu, Novacore Studios, déclare faillite en 2012, annihilant toute possibilité de mise à jour du jeu.